# La ballata di Ned Kelly
La ballata di Ned Kelly (True History of the Kelly Gang) è un romanzo di Peter Carey del 2000.
Il romanzo è un'autobiografia fittizia di Ned Kelly, celebre criminale australiano.  Carey si allontana da quanto si conosce sulla vita di Kelly inventandogli un'amante e una figlia per la quale sta registrando la storia della sua vita mentre è in fuga dalla polizia.
Il romanzo ha vinto il Booker Prize nel 2001, il secondo per Carey, che lo aveva già vinto nel 1988 per Oscar e Lucinda.